# Vitorino Hilton
Vitorino Hilton da Silva, känd som Hilton, född 13 september 1977 i Brasília, är en brasiliansk före detta fotbollsspelare.

## Karriär
I augusti 2011 värvades Hilton av Montpellier.
Efter säsongen 2020/2021 meddelade Hilton att han skulle avsluta sin karriär; vid en ålder av 43 blev han den äldsta utespelaren som spelat i en av de fem bästa ligorna i modern tid.